# Tomislav Erceg
Tomislav Erceg (* 22. října 1971) je bývalý chorvatský fotbalista a reprezentant.

## Reprezentační kariéra
Tomislav Erceg odehrál za chorvatský národní tým v roce 1997 celkem 4 reprezentační utkání a vstřelil v nich 1 gól.

## Statistiky
| Chorvatsko | Chorvatsko | Chorvatsko |
| Roky       | Záp.       | Góly       |
| ---------- | ---------- | ---------- |
| 1997       | 4          | 1          |
| Celkem     | 4          | 1          |